# Petrikirche (Baldham)

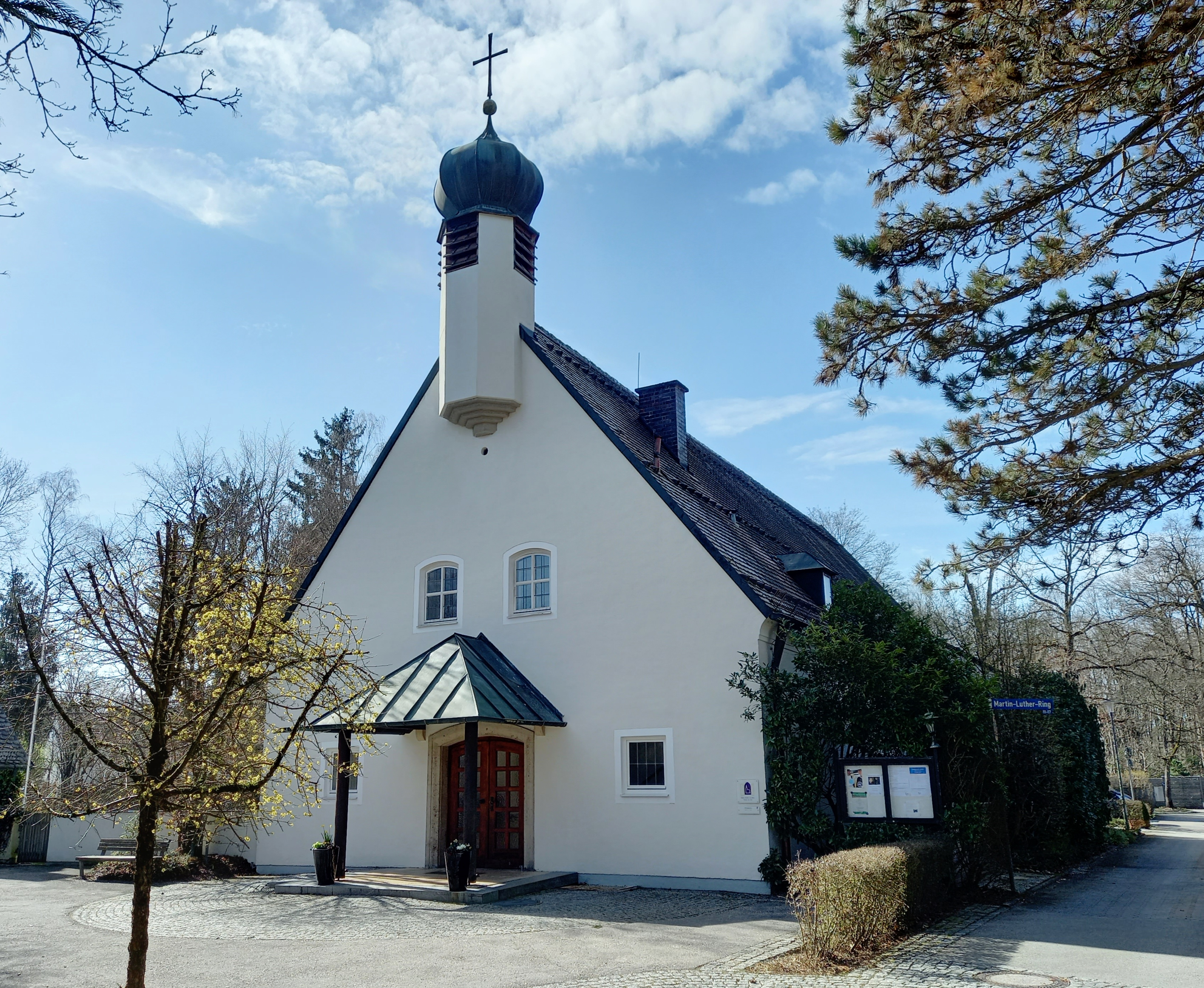
Petrikirche in Baldham

Die evangelisch-lutherische Petrikirche steht in Baldham, einem Gemeindeteil von Vaterstetten im oberbayerischen Landkreis Ebersberg. Die Pfarrkirche gehört zur Kirchengemeinde Baldham im Prodekanat München-Ost innerhalb des Evangelisch-Lutherischen Dekanats München. Sie wurde 1954 erbaut.

## Geschichte
Infolge von Flucht und Vertreibung siedelten sich ab 1945 zahlreiche evangelisch-lutherische Heimatvertriebene im Raum Baldham an. 1951 wurde eine der Pfarrei Trudering untergeordnete Kirchengemeinde gegründet und der Bau eines eigenen Kirchengebäudes geplant. Am 12. Dezember 1954 konnte schließlich die Petrikirche geweiht werden. 1961 wurde Baldham zu einer selbständigen evangelischen Pfarrgemeinde erhoben, im selben Jahr der Bau des Pfarrhauses fertiggestellt. 1975 erfolgte die Einweihung eines an die Kirche angeschlossenen Gemeindehauses und eines Kindergartens. 1984 wurde der Kirchenvorraum erweitert und modernisiert.

## Beschreibung

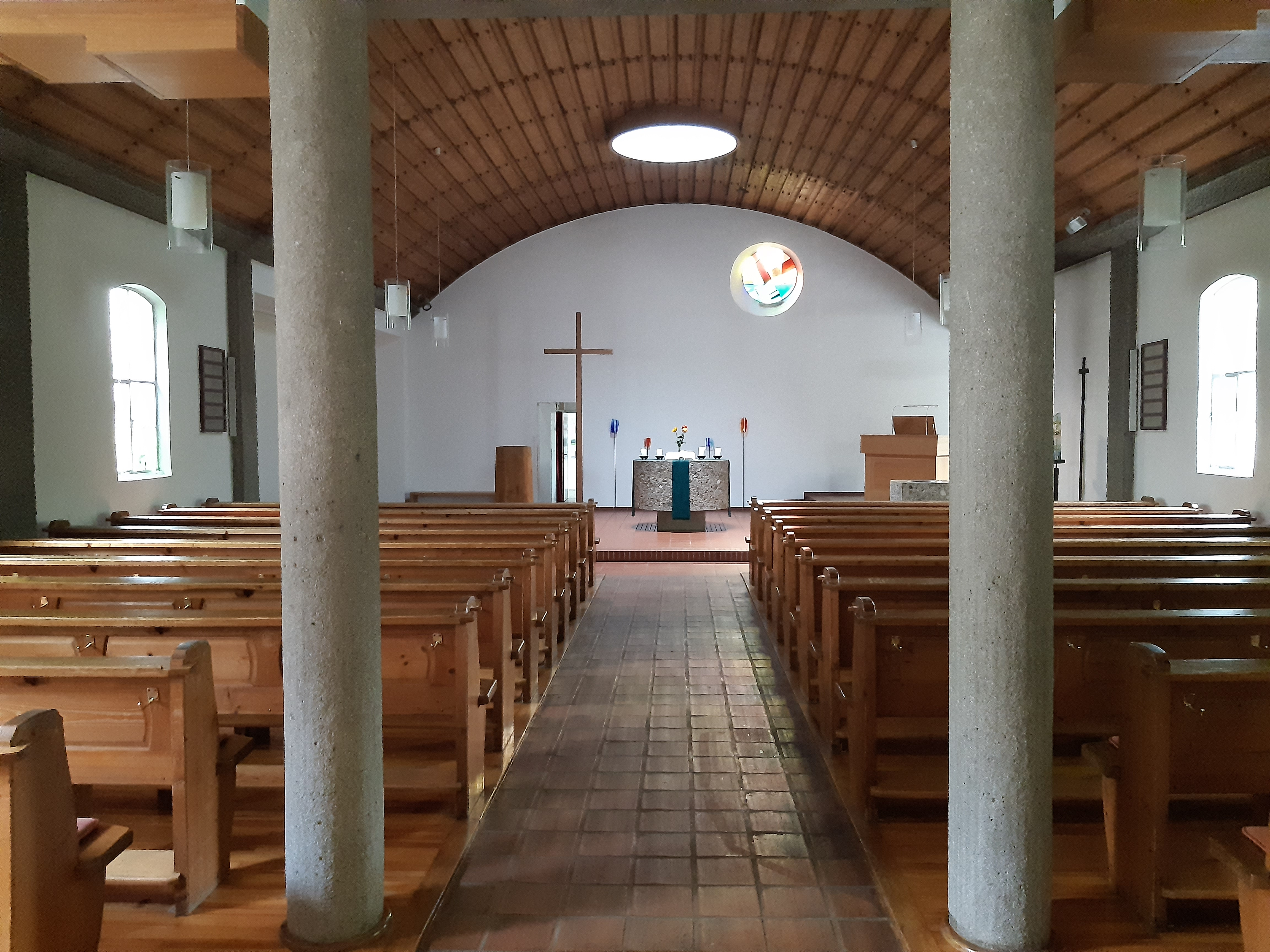
Innenraum

Der moderne Kirchenbau verfügt über ein Satteldach und einen kleinen, über dem Eingang teils hervorstehenden Glockenturm mit Zwiebelhaube. Der weiß gestrichene Innenraum der rechteckigen Saalkirche wird erhellt durch acht Seitenfenster, der Altar durch ein Oberlicht. Das Halbrund der holzverkleideten Gewölbedecke korreliert mit den Holzbänken am Boden und bewirkt einen einladenden Gesamteindruck des Innenraums.